# Aum Shinrikyo
Aum Shinrikyo (オウム真理教, Ōmu Shinrikyō Aum, sandhedens lære) er en japansk ekstremistisk sekt, som blev stiftet af Shoko Asahara i 1984. Den japanske regering gav tilladelse til den første dødsstraf ti år efter angrebet i undergrundsbanen. Okazaki, som var blevet dømt for mindst fire mord i undergrundsbanen, er sidenhen blevet buddhist og har bedt om tilgivelse for angrebet. 
Senere viste det sig, at Aum Shinrikyo havde nok råvarer til at organisationen kunne have produceret nok sarin til at dræbe fire millioner mennesker. 
I 1985 havde sekten 9.000 medlemmer i Japan og 20.000 i resten af verdenen. I 2008 var dette tal faldet til 1.650
Aum Shinrikyo blev henrettet ved hængning i Tokyo sammen med 6 andre medlemmer af sekten den 6. juli 2018.

## Dommedag
Sekten påstod at den havde forudsagt dommedag, da den erklærede, at Japan ville styrte i havet i 1990. Da det ikke skete forudså sektens leder, at jorden ville gå under i år 2000.

## Giftgasangrebene
For at fremskynde processen, udførte sektens medlemmer et giftgasangrebet i Tokyos undergrundsbane den 20. marts 1995. Shoko Asahara blev anholdt og sigtet for terrorisme. Senere, den 20. december 2010, offentliggjorde det japanske politi, at endnu 6.583  var døde på grund af Aum Shinrikyo, under flere terrorangreb og syv andre forbrydelser. Tolv personer blev dræbt og 1.300 blev skadet.

## Sekten i dag
Også efter at Shoko Asahara fik en dødsdom, lever sekten videre under navnet (fra år 2000) 'Aleph', og i dag mener den stadig, at Shoko Asahara er deres frelser og 'fuldendte væsen'. Gruppen er af EU, Canada og USA klassificeret som en terrorgruppe .

## Links
- Aleph Arkiveret 6. september 2004 hos  Wayback Machine: organisationens officielle hjemmeside, den engelske sektion